# Die große Treibjagd
Die große Treibjagd ist ein deutsch-spanisch-italienischer Actionfilm aus dem Jahre 1968 mit Ray Danton in der Hauptrolle.

## Handlung
Nach dem Ende der Kongo-Krise gibt es auch für die europäischen und US-amerikanischen Söldner in diesem Land nichts mehr zu tun. Zwei von ihnen, Marco Anderson und der Deutsche Steinmann, entscheiden sich daher, einem neuen Auftrag nachzukommen, der sie nach Südamerika führen soll. Dort sollen sie im Auftrag des Minenbesitzers Manuel de Lagos Uranerz-Transporte durch den Urwald bewachen und überdies de Lagos vor Übergriffen der Bandidos schützen. Diese werden von einem furchteinflößenden, stummen Mann angeführt, der stets ganz in Schwarz auftritt. Bald geht es rund im Dschungel: der Minenbesitzer wird von Banditen ermordet, die von ihm angestellten Bergleute terrorisiert.
Schließlich versuchen die Gangster, die kostbaren Erze in ihren Besitz zu bringen. Der korrupte Steinmann, der geldgierigere der beiden Söldner, entschließt sich schließlich zum Seitenwechsel und arbeitet nunmehr für den nicht näher benannten Mann in Schwarz. Nun muss Marco, lediglich unterstützt von der schönen Maria, ganz allein gegen das Böse kämpfen. Steinmann, der die Möglichkeit hat, seinen alten Kumpel im Auftrag seiner neuen Arbeitgeber zu erschießen, verweigert jedoch diesen Mord an seinem Freund aus vergangenen Söldnertagen, der ja wie er letztlich ebenfalls nur seinen Job deshalb gewissenhaft erledigt, weil man ihn gut dafür bezahlt. Schließlich kann Marco mit seiner handfesten Haudrauf-Mentalität die Bandidos endgültig unschädlich machen.

## Produktionsnotizen
Die große Treibjagd wurde vermutlich in Spanien gedreht und feierte am 27. Dezember 1968 seine Uraufführung in Deutschland. Im darauf folgenden Jahr lief der Film auch in Österreich, den USA sowie in den coproduzierenden Ländern Spanien und Italien an.
Hauptdarsteller Danton, der hier erneut auf Pascale Petit, seine Partnerin aus Der Spion, der in die Hölle ging, traf, beendete mit diesem Film seine rund vier Jahre umfassende Stippvisite im europäischen Action-, Agenten- und Trashfilmkino.

## Kritiken
„Für Geld kann man offenbar alles haben! Diese beiden Männer töten dafür, sie kämpfen unter Einsatz ihrer Haut. Sie retten auch einmal ein Leben, machen die Sache anderer Leute zu der ihren, solange die Kasse stimmt, und zögern gerade noch, sich gegenseitig umzubringen. Einer von ihnen wäre fast sentimental geworden, als es um die Rettung eines Bergwerkes und einer kostbaren Erzladung ging. Ein kompromißloser Film um harte Männer (Ray Danton und Carl Möhner), aber ein schmutziges Handwerk.“

Im Lexikon des Internationalen Films heißt es: „In Handlung und Personenzeichnung bemühter Action-Film, der aber nicht über eine Sammlung einschlägiger Genre-Klischees hinausreicht.“
Cinema befand: „Explosives Gehabe in einem müden Film.“
Auch der Evangelische Film-Beobachter gelangte zu keiner besseren Einschätzung: „Einigermaßen spannender Abenteuerfilm, dem jedoch Atmosphäre fehlt, der sich dafür aber in den Dienst der Söldner-Verherrlichung stellt. Ohne Empfehlung.“